# Distritos do Afeganistão
As províncias do Afeganistão são divididas em Wolaswalei (pachto: ولسوالۍ) ou distritos. O número de distritos no Afeganistão tem variado ao longo dos anos, com novos distritos criados por divisão ou fusão com outros. Antes de 1979, existiam 325 distritos. Este número foi aumentado para 329 e, em 2004, uma grande reorganização elevou o número para 397. Em junho de 2005, o ministério afegão do interior reconheceu 398 distritos, divididos entre as 34 províncias. Esse número é esperado mudar com outras reorganizações administrativas.
|  |

Os distritos são listados abaixo, por província:

## Norte do Afeganistão

### Nordeste do Afeganistão

#### Badaquexão

Distritos de Badaquexão

- Arghanj Khwa - anteriormente parte do distrito de Fayzabad
- Argo - anteriormente parte do distrito de Fayzabad
- Baharak
- Darayim - anteriormente parte do distrito de Fayzabad
- Darwaz
- Darwazi Bala - anteriormente parte do distrito de Darwaz
- Faizabade
- Ishkashim
- Jurm
- Khash - anteriormente parte do distrito de Jurm
- Khwahan
- Kishim
- Coistão - anteriormente parte do distrito de Baharak
- Kuf Ab - anteriormente parte do distrito de Khwahan
- Kuran Wa Munjan
- Ragh
- Shahri Buzurg
- Shighnan
- Shiki - anteriormente parte do distrito de Fayzabad
- Shuhada - anteriormente parte do distrito de Baharak
- Tagab - anteriormente parte do distrito de Fayzabad
- Tishkan - anteriormente parte do distrito de Kishim
- Wakhan
- Wurduj - anteriormente parte do distrito de Baharak
- Yaftali Sufla - anteriormente parte do distrito de Fayzabad
- Yamgan - anteriormente parte do distrito de Baharak
- Yawan - anteriormente parte do distrito de Ragh
- Zebak

#### Província de Baghlan
- Andarab

Distritos de Baghlan.

- Baghlan - atualmente parte do distrito de Jadid
- Baghlani Jadid
- Burka
- Dahana i Ghuri
- Dih Salah - anteriormente parte do distrito de Andarab
- Dushi
- Farang wa Gharu - anteriormente parte do distrito de Khost Wa Fereng
- Guzargahi Nur - anteriormente parte do distrito de Khost Wa Fereng
- Khinjan
- Khost wa Fereng
- Khwaja Hijran - anteriormente parte do distrito de Andarab
- Nahrin
- Puli Hisar - anteriormente parte do distrito de Andarab
- Puli Khumri
- Tala Wa Barfak

#### Província de Kunduz

Distritos de Kunduz.

- Ali Abad
- Archi
- Chahar Dara
- Imam Sahib
- Khan Abad
- Kunduz
- Qalay-I-Zal

#### Província de Takhar

Distritos de Takhar.

- Baharak - anteriormente parte do distrito de Taluqan
- Bangi
- Chah Ab
- Chal
- Darqad
- Dashti Qala - anteriormente parte do distrito de Khwaja Ghar
- Farkhar
- Hazar Sumuch - anteriormente parte do distrito de Taluqan
- Ishkamish
- Kalafgan
- Khwaja Baha Wuddin - anteriormente parte do distrito de Yangi Qala
- Khwaja Ghar
- Namak Ab - anteriormente parte do distrito de Taluqan
- Rustaq
- Taluqan
- Warsaj
- Yangi Qala

### Noroeste do Afeganistão

#### Província de Balkh
- Balkh
- Chahar Bolak
- Chahar Kint
- Chimtal
- Dawlatabad
- Dihdadi
- Kaldar
- Khulmi
- Kishindih
- Marmul
- Mazar-e Sharif
- Nahri Shahi
- Sholgara
- Shortepa

Distritos de Balkh.

- Zari - anteriormente parte do distrito de Kishindih

#### Fariabe
- Almar
- Andkhoy
- Bilchiragh
- Dawlat Abad

Distritos de Fariabe

- Gurziwan - anteriormente parte do distrito de Bilchiragh
- Khani Chahar Bagh
- Khwaja Sabz Posh
- Coistão
- Maymana
- Pashtun Kot
- Qaramqol
- Qaysar
- Qurghan - anteriormente parte do distrito de Andkhoy
- Shirin Tagab

#### Província de Jowzjan
- Aqcha
- Darzab
- Fayzabad
- Khamyab

Distritos de Jowzjan.

- Khaniqa - anteriormente parte do distrito de Aqcha
- Khwaja Du Koh
- Mardyan
- Mingajik
- Qarqin
- Qush Tepa - anteriormente parte do distrito de Shibirghan
- Shibirghan

#### Província de Samangan
- Aybak

Distritos de Samangan.

- Dara-I-Sufi Balla - anteriormente parte do distrito de Dara-I-Suf
- Dara-I-Sufi Payan - anteriormente parte do distrito de Dara-I-Suf
- Feroz Nakhchir - anteriormente parte do distrito de Khulmi; transferido da província de Balkh
- Hazrati Sultan
- Khuram Wa Sarbagh
- Ruyi Du Ab

#### Província de Sar-e Pol
- Balkhab

Distritos de Sar-e Pol.

- Gosfandi - anteriormente parte do distrito de Sayyad; último distrito criado
- Kohistanat
- Sangcharak
- Sari Pul
- Sayyad
- Sozma Qala

## Centro do Afeganistão

### Leste do Afeganistão

#### Província de Kunar
- Asadabad
- Bar Kunar
- Chapa Dara
- Chawkay
- Dangã
- Dara-I-Pech

Distritos de Kunar.

- Ghaziabad - anteriormente parte do distrito de Nurgal
- Khas Kunar
- Marawara
- Narang Wa Badil
- Nari
- Nurgal
- Shaygal Wa Shiltan - anteriormente parte do distrito de Chapa Dara
- Sirkanay
- Wata Pur - anteriormente parte do distrito de Asadabad

#### Província de Laghman

Distritos de Laghman.

- Alingar
- Alishing
- Dawlat Shah
- Mihtarlam
- Qarghayi

#### Província de Nangarhar
- Achin
- Bati Kot

Distritos de Nangarhar.

- Bihsud - anteriormente parte do distrito de Jalalabad
- Chaparhar
- Dara-I-Nur
- Dih Bala
- Dur Baba
- Goshta
- Hisarak
- Jalalabad
- Kama
- Khogyani
- Kot - anteriormente parte do distrito de Rodat
- Kuz Kunar
- Lal Pur
- Muhmand Dara
- Nazyan
- Pachir Wa Agam
- Rodat
- Sherzad
- Shinwar
- Surkh Rod

#### Província de Nuristão
- Bargi Matal

Distritos de Nurestan.

- Du Ab - anteriormente parte do distrito de Kamdesh
- Kamdesh
- Mandol
- Nurgaram - anteriormente parte do distrito de Kamdesh
- Paroon
- Wama
- Waygal

### Centro do Afeganistão

#### Cabul
- Bagrami
- Chahar Asyab
- Deh Sabz

Distritos de Kabul.

- Farza - anteriormente parte do distrito de Mir Bacha Kot
- Guldara
- Istalif
- Kabul
- Kalakan
- Khaki Jabbar
- Mir Bacha Kot
- Mussahi
- Paghman
- Qarabagh
- Shakardara
- Surobi

#### Capisa
- Alasay

Distritos de Capisa

- Heça Aual Coistão - anteriormente parte do distrito de Coistão
- Heça Duume Coistão - anteriormente parte do distrito de Coistão
- Koh Band
- Mahmud Raqi
- Nijrab
- Tagab

#### Logar

Distritos de Logar.

- Azra - transferido da província de Paktia
- Baraki Barak
- Charkh
- Kharwar - anteriormente parte do distrito de Charkh
- Khoshi
- Mohammad Agha
- Pul-i-Alam

#### Província de Panjshir

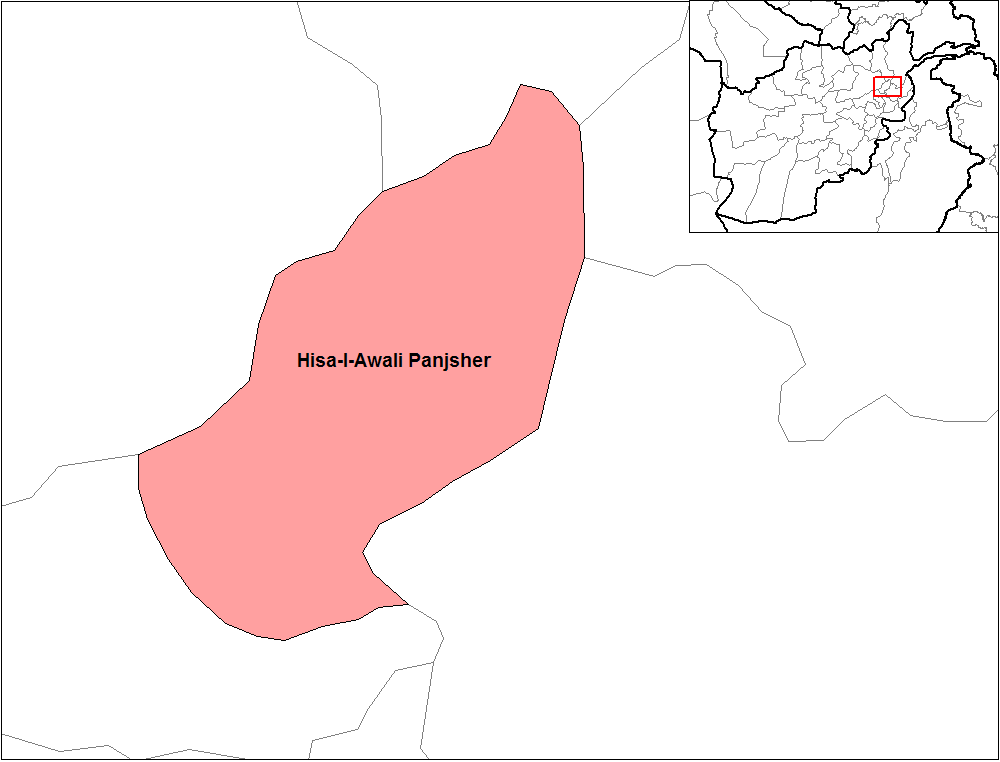
District of Panjshir.

- Anaba - anteriormente parte do distrito de Panjsher
- Bazarak - anteriormente parte do distrito de Panjsher
- Darah - anteriormente parte do distrito de Hisa Duwum Panjsher
- Khenj - anteriormente parte do distrito de Hisa Awal Panjsher
- Paryan - anteriormente parte do distrito de Hisa Awal Panjsher
- Rokha - formado com partes dos distritos de Hisa Duwum Panjsher e Panjsher
- Shotul - anteriormente parte do distrito de Panjsher

#### Província de Parwan
- Bagram
- Chaharikar
- Ghorband
- Jabal Saraj
- Kohi Safi
- Salang

Distritos de Parvan.

- Sayed Khel - anteriormente parte do distrito de Jabul Saraj
- Shekh Ali
- Shinwari
- Surkhi Parsa

#### Província de Wardak
- Chaki Wardak
- Day Mirdad
- Hisa-I-Awali Bihsud

Distritos de Wardak.

- Jaghatu - transferido da província de Ghazni
- Jalrez
- Markazi Bihsud
- Maydan Shahr
- Nirkh
- Saydabad

### Oeste do Afeganistão

#### Província de Badghis

Distritos de Badghis.

- Ab Kamari
- Ghormach
- Jawand
- Muqur
- Murghab
- Qadis
- Qala-I-Naw

#### Província de Bamiã
- Bamiã

Distritos de Bamyan.

- Kahmard - transferido da província de Baghlan
- Panjab
- Sayghan - anteriormente parte do distrito de Kahmard; transferido da província de Baghlan
- Shibar
- Waras
- Yakawlang

#### Província de Farah

Distritos de Farah.

- Anar Dara
- Bakwa
- Bala Buluk
- Farah
- Gulistan
- Khaki Safed
- Lash wa Juwayn
- Pur Chaman
- Pusht Rod
- Qala i Kah
- Shib Koh

#### Província de Ghor
- Chaghcharan
- Charsada - anteriormente parte do distrito de Chaghcharan
- Dawlat Yar - anteriormente parte do distrito de Chaghcharan
- Du Layna - anteriormente parte do distrito de Chaghcharan
- Lal Wa Sarjangal
- Pasaband
- Saghar
- Shahrak
- Taywara
- Tulak

#### Província de Herat

Distritos de Herat.

- Adraskan
- Chishti Sharif
- Farsi
- Ghoryan
- Gulran
- Guzara
- Hirat
- Injil
- Karukh
- Kohsan
- Kushk
- Kushki Kuhna
- Obe
- Pashtun Zarghun
- Shindand
- Zinda Jan

## Sul do Afeganistão

### Sudeste do Afeganistão

#### Província de Ghazni
- Ab Band
- Ajristan
- Andar
- Dih Yak
- Gelan
- Ghazni City
- Giro
- Jeghatoo (Waeez Shahid)
- Jaghuri

Distritos de Ghazni.

- Khugiani - formado com partes dos distritos de Waeez Shahid e Ghazni
- Khwaja Umari - anteriormente parte do distrito de Waeez Shahid
- Malistan
- Muqur
- Nawa
- Nawur
- Qarabagh
- Rashidan - anteriormente parte do distrito de Waeez Shahid
- Waghaz - anteriormente parte do distrito de Muqur
- Zana Khan

#### Província de Khost
- Bak
- Gurbuz
- Jaji Maydan
- Khost (Matun)
- Mando Zayi
- Musa Khel
- Nadir Shah Kot
- Qalandar
- Sabari

Distritos de Khost.

- Shamal - transferido da província de Paktia
- Spera
- Tani
- Tere Zayi

#### Província de Paktia

Distritos de Paktia.

- Ahmadabad - anteriormente parte do distrito de Sayed Karam
- Chamkani
- Dand Wa Patan
- Gardez
- Jaji
- Jani Khel
- Lazha Ahmad Khel
- Sayed Karam
- Shwak
- Wuza Zadran
- Zurmat

#### Província de Paktika
- Barmal
- Dila
- Gayan
- Gomal

Distritos de Paktika.

- Jani Khel - anteriormente parte do distrito de Zarghun Shahr
- Mata Khan
- Nika
- Omna
- Sar Hawza
- Sarobi
- Sharan
- Terwa - anteriormente parte do distrito de Waza Khwa
- Urgun
- Waza Khwa
- Wor Mamay
- Yahya Khel - anteriormente parte do distrito de Zarghun Shahr
- Yosuf Khel - anteriormente parte do distrito de Zarghun Shahr
- Zarghun Shahr
- Ziruk

### Sudoeste do Afeganistão

#### Província de Daykundi

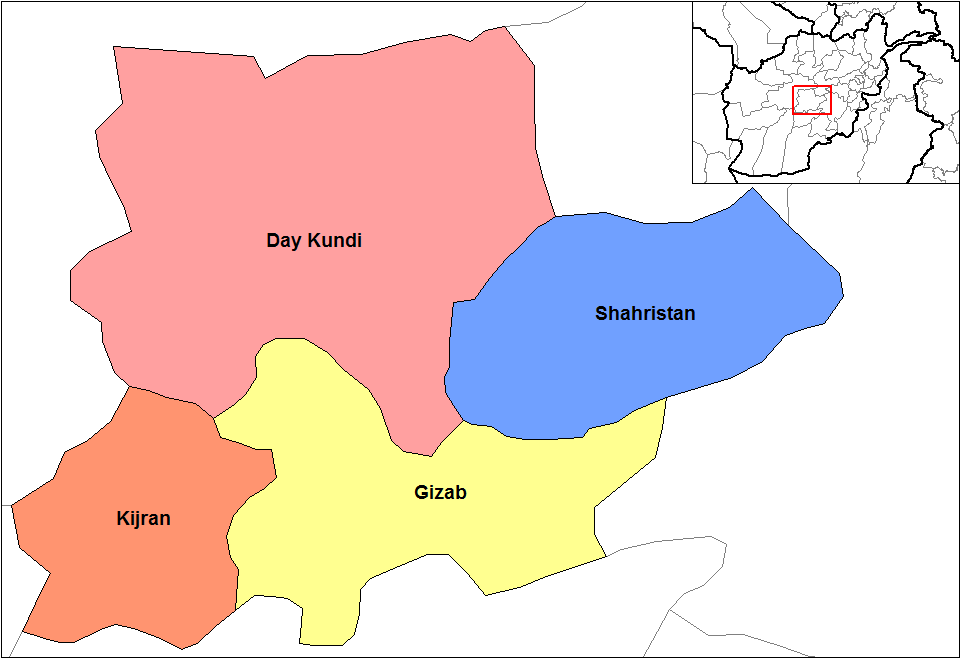
Distritos de Daykundi.

- Gizab - transferido da  província de Oruzgan
- Ishtarlay - anteriormente parte do distrito de Daykundi; transferido da  província de Oruzgan
- Kajran - transferido da província de Oruzgan
- Khadir - anteriormente parte do distrito de Daykundi; transferido da província de Oruzgan
- Kiti - anteriormente parte do distrito de Kajran; transferido da  Oruzgan
- Miramor - anteriormente parte do distrito de Sharistan; transferido da província de Oruzgan
- Nili - anteriormente parte do distrito Daykundi; transferido da província de Oruzgan
- Sangtakht - anteriormente parte do distrito de Daykundi; transferido da  província de Oruzgan
- Shahristan - transferido da  província de Oruzgan

#### Província de Helmand

Distritos de Helmand.

- Baghran
- Dishu
- Garmsir
- Gerishk
- Kajaki
- Khanashin
- Lashkargah
- Musa Qala
- Nad Ali
- Nawa-I-Barakzayi
- Nawzad
- Sangin
- Washir

#### Província de Candaar
- Arghandab
- Arghistan
- Daman
- Ghorak
- Candaar
- Khakrez
- Maruf
- Maywand

Distritos de Candaar.

- Miyan Nasheen - anteriormente parte do distrito de Shah Wali Kot
- Naish - transferido da província de Oruzgan
- Panjwaye
- Reg
- Shah Wali Kot
- Shorabak
- Spin Boldak
- Zhari - formado com partes dos distritos de Maywand e Panjwaye

#### Província de Nimruz

Distritos de Nimruz.

- Chahar Burjak
- Chakhansur
- Kang
- Khash Rod
- Zaranj

#### Província de Oruzgan

Distritos de Orūzgān.

- Chora
- Deh Rahwod
- Khas Uruzgan
- Shahidi Hassas
- Tarin Kowt

#### Província de Zabol
- Argahandab
- Atghar
- Daychopan

Distritos de Zabul.

- Kakar - anteriormente parte do distrito de Argahandab
- Mizan
- Naw Bahar - formado com partes dos distritos de Shamulzuyi e Shinkay
- Qalat
- Shahjoy
- Shamulzayi
- Shinkay
- Tarnak Wa Jaldak